# Ardie

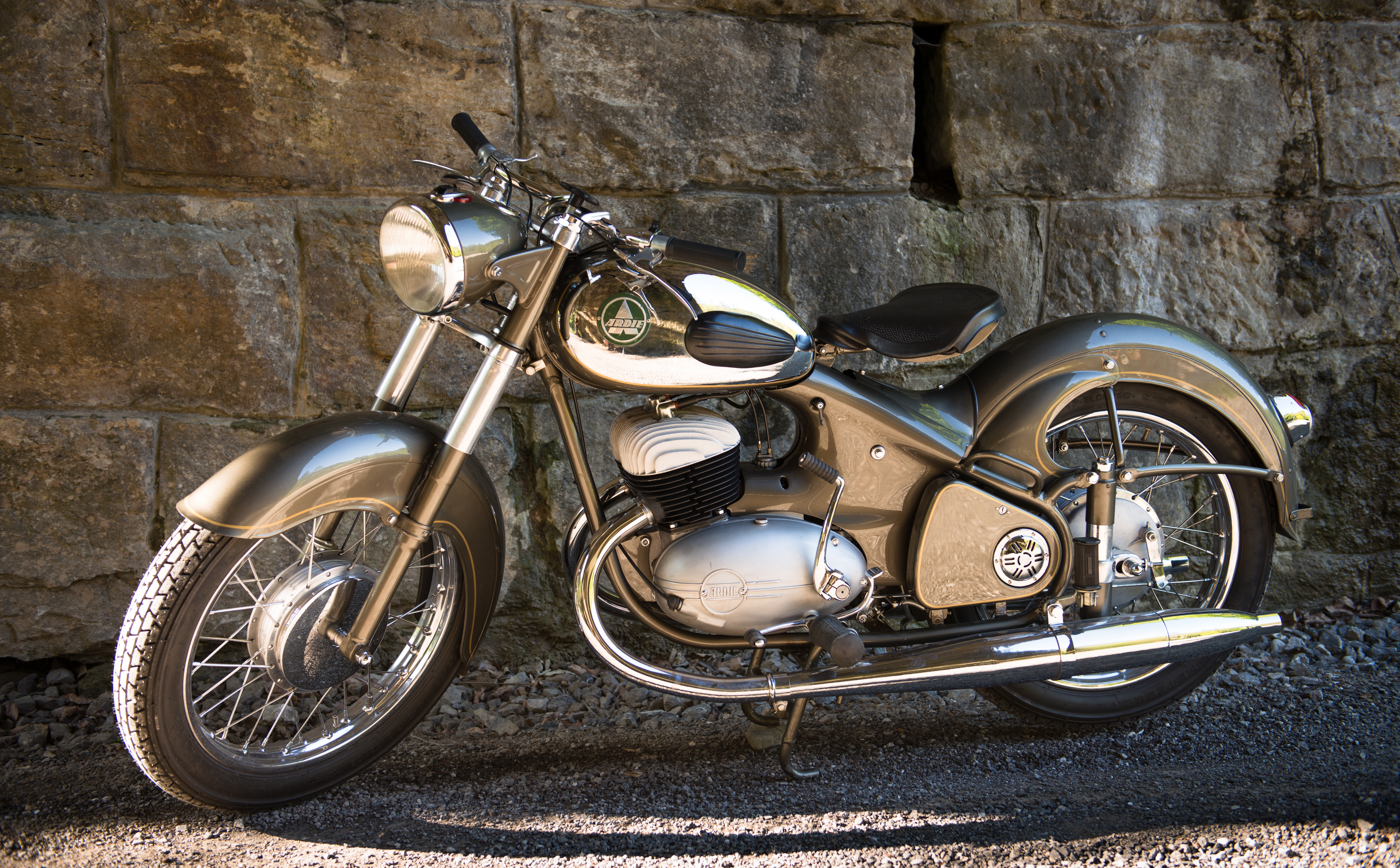
Ardie

Ardie byla německá firma se sídlem v Norimberku, vyrábějící motocykly v letech 1919-1958. Název firmy vznikl složením prvních písmen jména zakladatele, Arno Dietricha.

## Historie značky
První motocykl s motorem vlastní konstrukce o objemu 305 cm³ a výkonu 2,25 kW (3 k) vznikl v roce 1919. V roce 1922 se při testování motocyklu zabil zakladatel firmy Arno Dietrich. Firma ale nezanikla a výrobní prostory přebrali bratři Benditovi z Fürthu. Některé komponenty začali dovážet z Velké Británie: motory JAP, převodovky Burman a olejová čerpadla Best&Loyd. V polovině dvacátých let 20. století byl uveden na trh Ardie TM 500 s motorem JAP o objemu 490 cm³. Jeho další varianty v následujících letech patřily mezi nejlevnější půllitrové motocykly na německém trhu.
Ve třicátých letech zkonstruoval Ernst N. Neander nový typ duraluminového rámu, s kterým se motocykly Ardie prodávaly pod názvem Silver Lightning a Silver Fox, s třemi různými motory JAP o objemech 198, 345 a 490 cm³. O pár let později se firma vrací k výrobě levných motocyklů s ocelovým rámem.
V roce 1933 se bratři Benditovi z politických důvodů museli z firmy stáhnout a opustili Německo. Nové vedení firmy ukončilo používání anglických motorů JAP a do motocyklů byly montovány motory Sachs, Bark a Kuchen.
Po 2. světové válce firma omezila výrobu na malé motocykly s dvoutaktními motory od objemu 124 do 346 cm³. V roce 1959 došlo k definitivnímu zániku firmy Ardie.

## Galerie

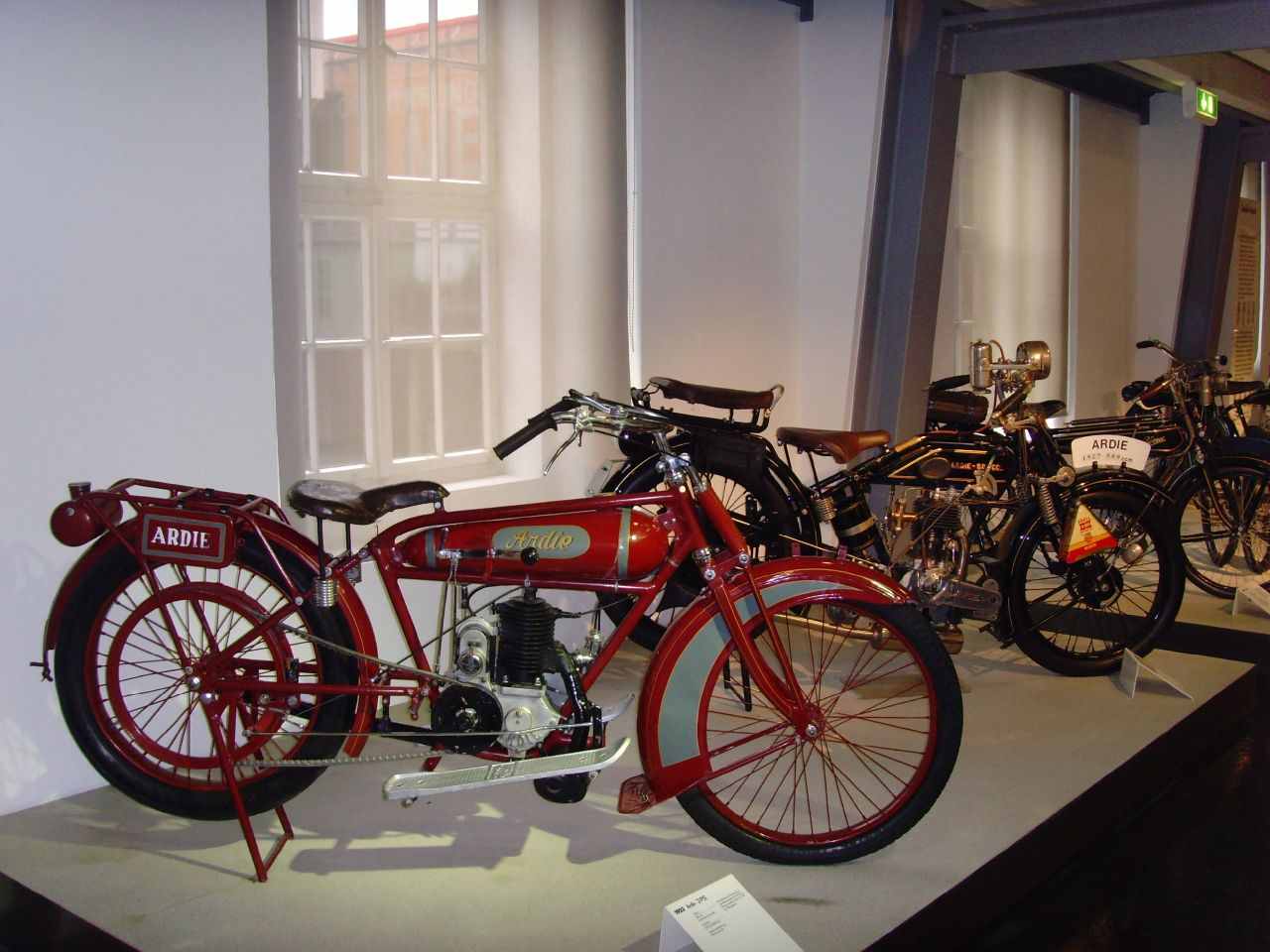
Ardie TM 500 (1923)
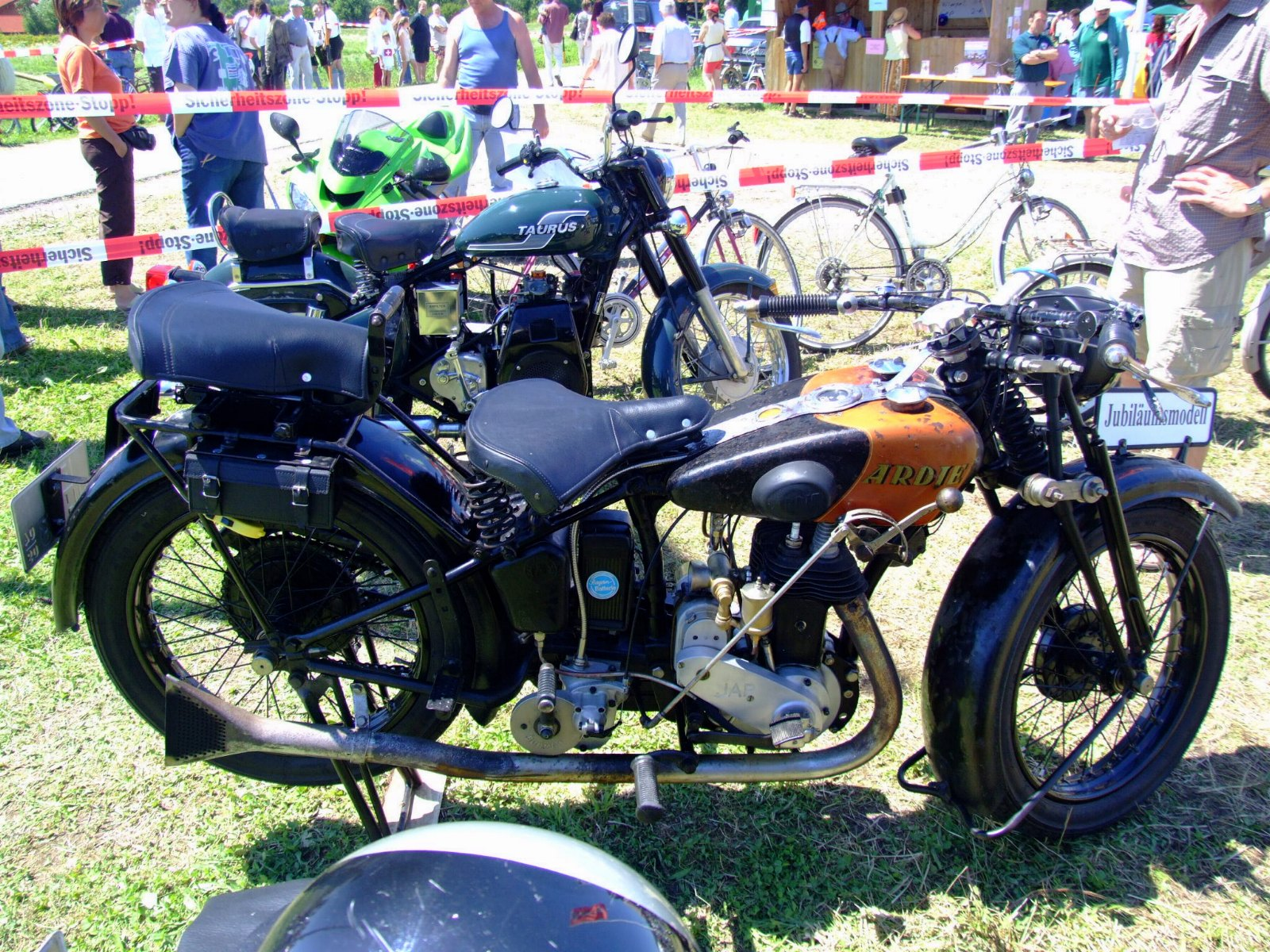
Ardie SV 500 (1930)
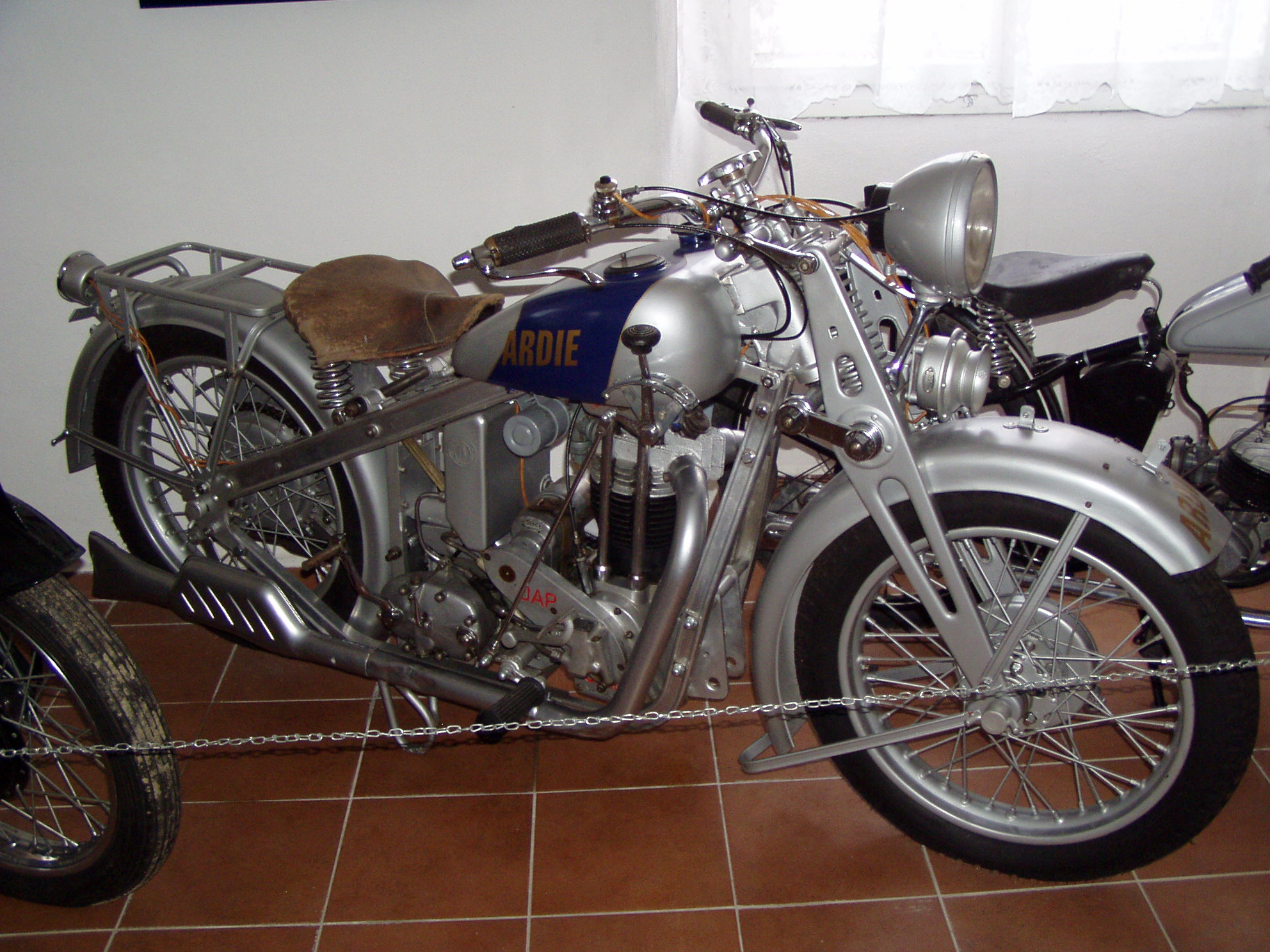
Ardie 484 (1931)
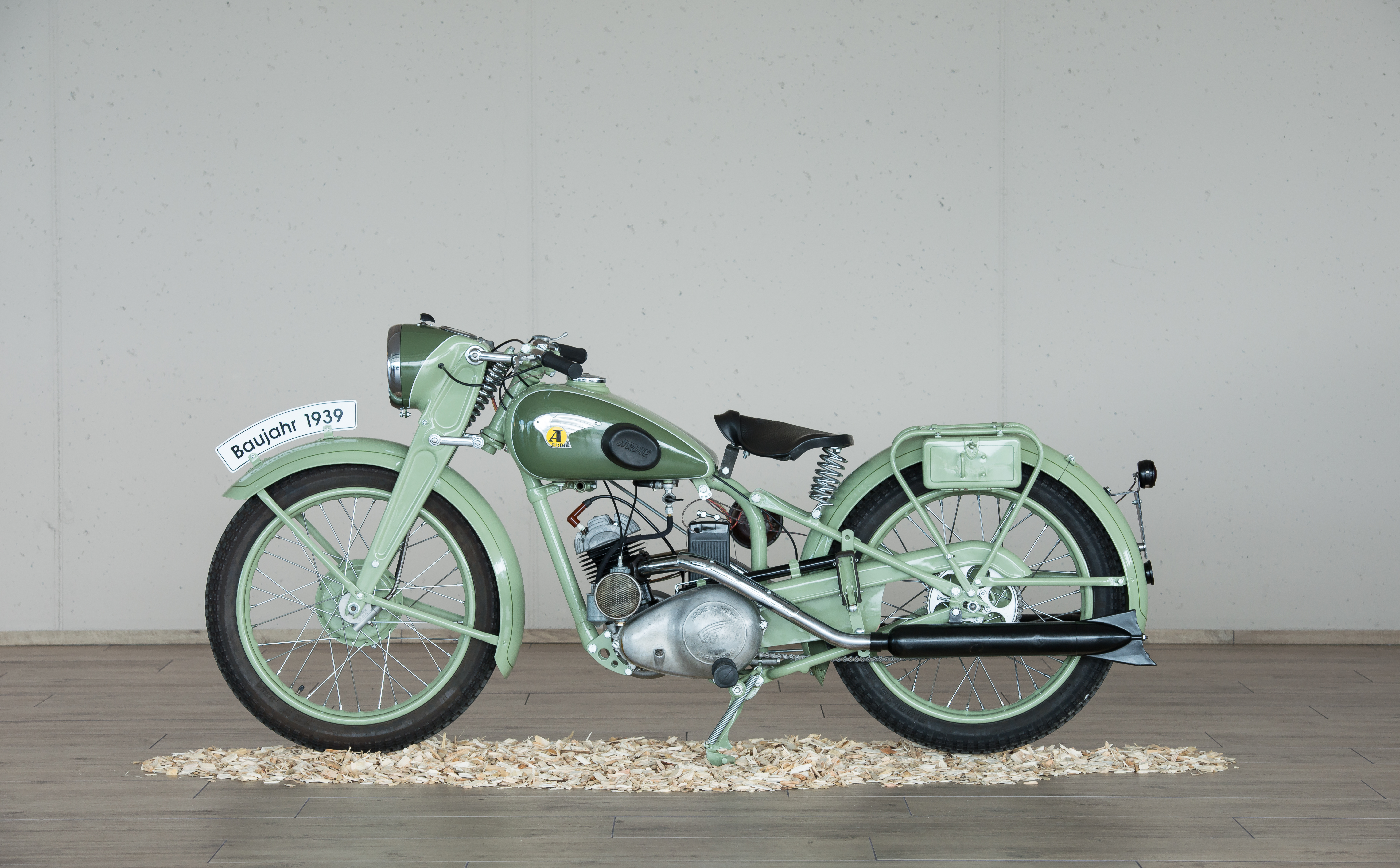
Ardie 250 Major (1939)
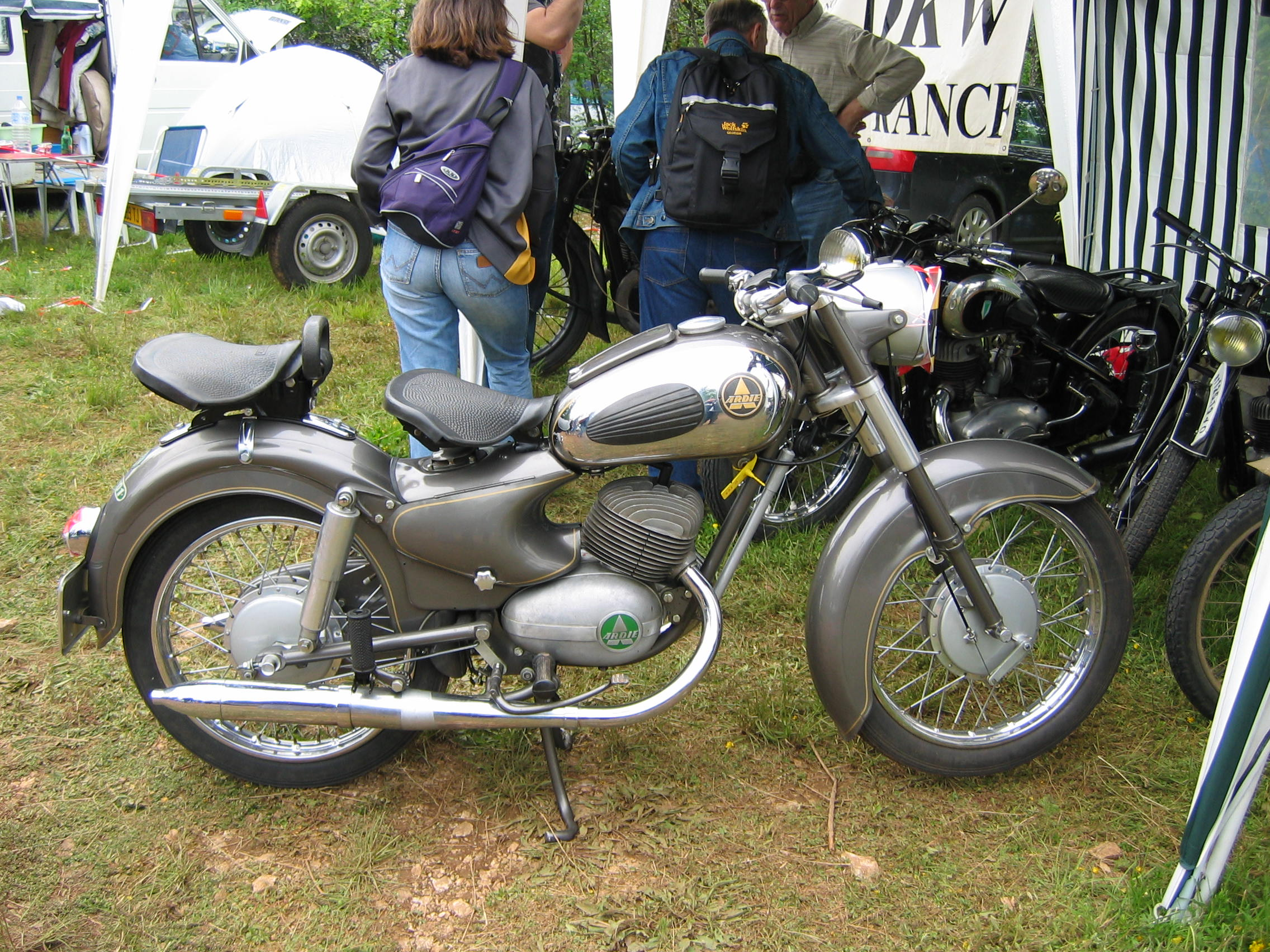
Ardie BD 201 (1954)
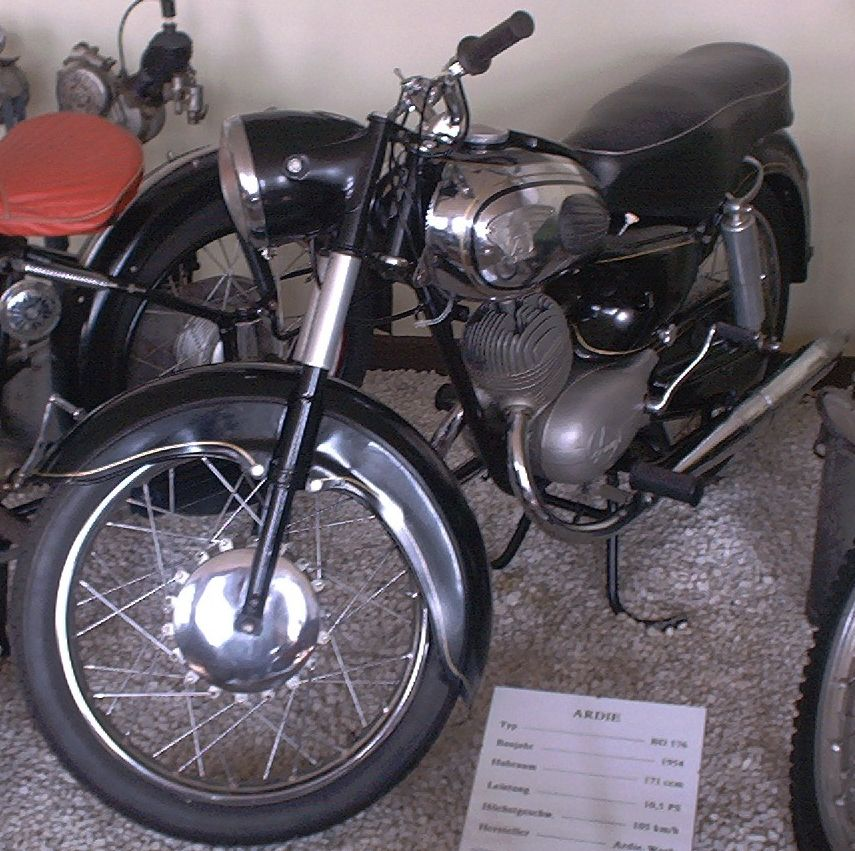
Ardie BD 175 (1956)